# فيرا لودفيغ
فيرا لودفيغ (بالألمانية: Vera Ludwig)‏ هي كاتِبة وشاعرة ألمانية، ولدت في 5 مايو 1978 في دتمولد في ألمانيا.